# 香港社會
香港社會的政策由香港政府多個政策局及部門負責，主要由勞工及福利局及民政事務局領導。資源主要投放於：推動家庭關係、抗毒運動、教育改革、青少年發展、體育發展、長者服務、殘疾人士及精神病患者康復服務、社會企業以及就業服務，以及解決貧富懸殊問題。

## 人口
香港人口密度是全世界最高的地方之一，平均每平方公里有6,380人。城市的人口密度比鄉郊地區為高，但隨着新市鎮發展伴隨而來的人口遷移，現時香港市區與鄉郊的人口密度差別，已比1970年度時的比例大大減低。
香港的人口組成以華人為主，佔總人口接近92%。早期的人口統計亦有計算人口中各省籍的比例，當中香港華人有過半數在香港出生，而大多數是廣府人，其次有四邑人及潮汕人。而自從內地改革開放以後，來自其他省市的移民開始增加，但主要以來自福建的為主。香港的華人人口並不全是漢人，而是有不少其他少數民族，如回族、滿族等。華人以外的種族，以菲律賓人人數最多，其次為南亞人、印尼人、泰國人、英國人、日本人和韓國人。

## 宗教

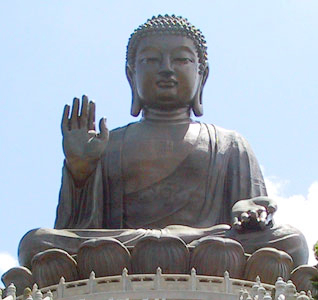
位於香港大嶼山的天壇大佛，它目前是世界上最大的戶外青銅坐佛

高度的信仰及宗教自由是香港居民享有的基本權利之一，並受法例保障。源自世界各地的宗教均在香港和諧並存，其中以佛教及道教徒最多，有六十六萬的基督徒居次。另有孔教、天主教、回教、印度教和錫克教等。許多宗教團體除了弘揚教義外，也興辦學校、提供衛生福利設施等。其他教派，如摩門教（即耶穌基督後期聖徒教會）、神道教、創價學會及拜火教，在港亦有信徒。因受傳統儒家思想的影響，拜祭祖先非常普遍，很多人家中亦有「神主枱」（大部份有進行拜祭祖先及拜祭神祇的人會稱自己為佛教徒）。猶太教在香港也有信徒，主要是英國殖民地時代的英國猶太人。
中國傳統宗教信仰主要不是以團體組織的形式出現。不過有「孔教學院」、「香港道教聯合會」、香港佛教聯合會。基督宗教組織有天主教香港教區、香港聖公會、中華基督教會、循道衛理聯合教會，伊斯蘭教有「中華回教博愛社」。

## 教育改革
現時，香港政府正在推行一連串的教育制度改革（簡稱教改）措施，包括母語教學、一條龍辦學模式、三三四高中教育、小班教學、幼稚園學券等。其中教育統籌局將於2006年至2007年年度新學年的中一新生起，教育制度改為三年初中、三年高中及四年大學，將香港中學會考及香港高級程度會考合併成為香港中學文憑，並於2009年開始逐步在各科推行「校本評核」作為學生在公開考試的評分準則。同時，教育統籌局已於2007年至2008年起為3至6歲的幼稚園學生提供幼稚園學券津貼。上述改革主要是為香港教育帶來不同的教學模式，希望使学生提供更佳學習環境，但連串教改實施起，引發社會廣泛爭議，批評教改為老師帶來沉重壓力，及使學生及家長無所適從。

## 貧富懸殊問題
香港貧富懸殊全亞洲最嚴重。聯合國人類住區規劃署發表年度報告，指香港是全亞洲貧富懸殊最嚴重的城市，也是全球貧富懸殊先進地區之首，其堅尼系數高於0.4警戒線。

## 失業與貧窮
香港社會服務聯會分析政府統計處數據發現，2009年上半年香港貧窮率為17.9%，貧窮人口較前一年增加2.6萬，總貧窮人口增至123.6萬，創歷年新高。其中15至24歲青少年屬增幅最大的群組，佔近18萬人，10年來增加20%。社聯指數字反映社會欠缺向上流動性，青年人「無盼望無機會」。
貧窮率以65歲以上老人組最嚴重，達32.1%，即約27萬。香港特區政府在2015年發表的《香港貧窮情況報告2015》顯示65歲及以上長者的貧窮人口及貧窮率為31萬人及30.1%；但按貧窮人口計算，則以45至64歲群組佔人數最多，達34.3萬人。社聯將住戶總收入低於入息中位數一半者界定為貧窮人口，以兩人家庭為例，中位數為13,500元，中位數的一半為二人住戶的貧窮線，即6,750元，三人家庭的貧窮線則為9,150元。
分析發現過去10年15至24歲青年貧窮問題加劇，貧窮率由1999年的15.4%上升至2009年上半年的20%，貧窮人口約有17.6萬人，較1999年的14萬人多出近20%。這組群於2009年第二季的失業率為12.6%，較成人及中年組高出逾一倍，若以失業超過半年計算，青年組群的長期失業率為2.6%。
青年貧窮問題近年加劇原因，一方面不少青年有專上教育機會，不管入讀大學或副學位，都會令家庭經濟負擔加重，同時延遲其入職年齡，變相成為家中貧窮人口一員；另一方面，青年失業率近年急升，以及青年父母步入中年後貧窮問題加劇。
2016年12月統計處數字顯示香港人平均月薪為1.55萬港元。

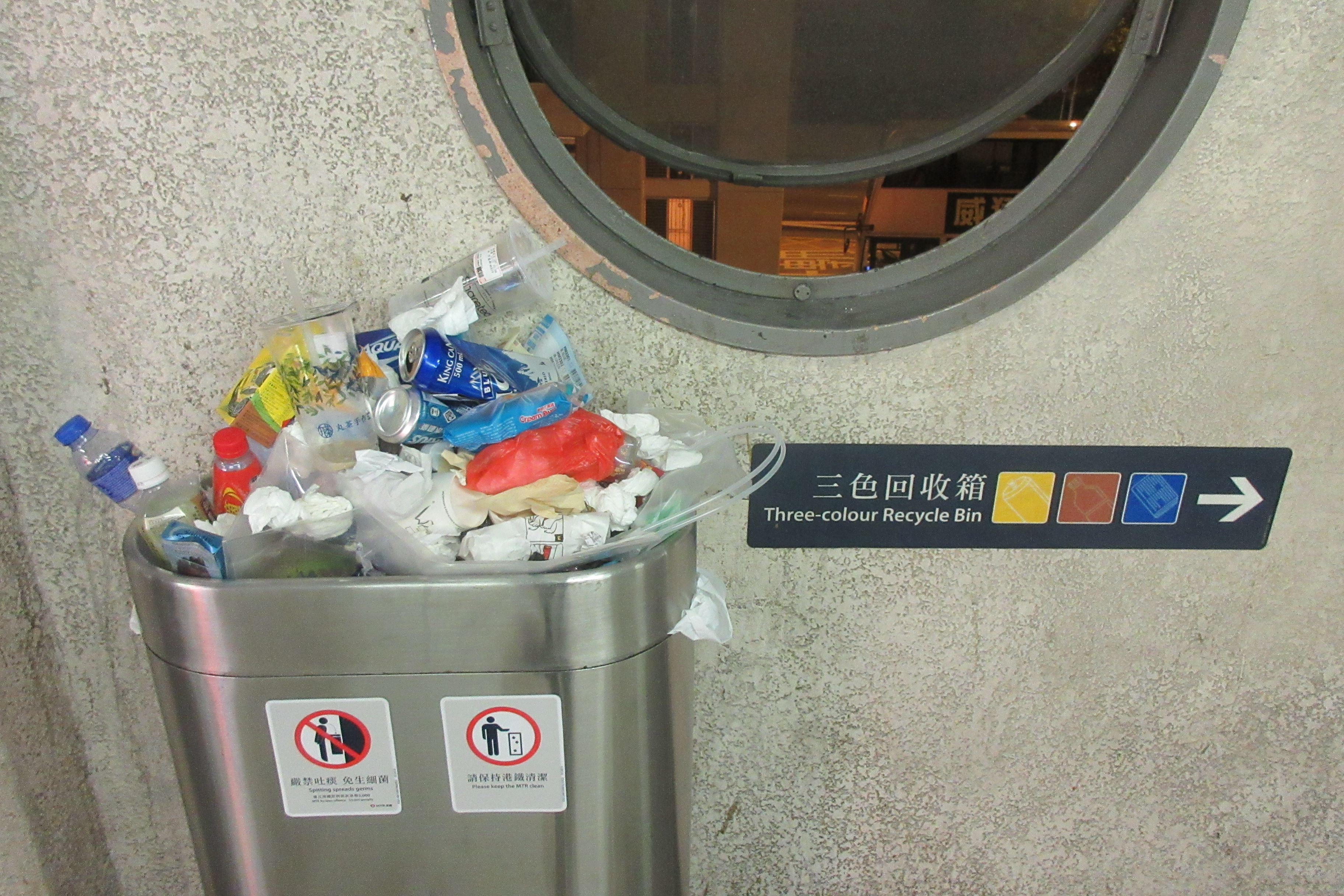
在香港，香港人沒有垃圾分類的習慣

N無人士的增加亦對社會構成沉重壓力。